# 레드 (음악 그룹)
레드(Red)는 1998년에 이지민, 정수연에 의해 결성된 대한민국의 여성 듀오 그룹이다. 1998년 7월 18일 MBC 음악캠프 13회에 나왔지만 SBS 방송채널 SBS TV나 OGN(구 온게임넷)에는 나오지 못했으며 1집(Red Volume.1)만 내고 공식 방송 무대 영상에 많이 나오거나 터보 김종국처럼 유명하고 크게 인기를 끌지 못하고 뜨지 못한 채 해체되었다.

## 앨범
- Red Volume.1 (1998년)
  - 무서운 여자
  - 이런 날엔
  - 황당한 날의 이야기
  - 느낌이 필요해
  - 나를 바라봐
  - I.M Friend? (나 친구 맞어?)
  - 변신선언
  - 후회
  - 무서운 여자 (MR)
  - 나를 바라봐 (MR)

## 뮤직비디오 (MV)
참고로 1998년에 발표되었으나 1999년이라고 오역되어 있다.
- 레드 무서운 여자 (Red Fearful Girl (1998) MV
- 레드 무서운 여자 (Red Fearful Girl (1998) MV 다운로드